# Thomas Cooper (botanist)
Thomas Cooper, född 1815, död 1913, var en engelsk hortonom och växtsamlare.

## Biografi
Thomas Cooper var intendent vid William Wilson Saunders exotiska trädgård i Reigate. Åren 1859–1862 samlade han växter i Sydafrika för William Wilson Saunders, Kew Gardens, Edinburgh Gardens, och Dublin Gardens.

## Eftermäle
Växten Delosperma cooperi har namngivits efter Thomas Cooper.